# آمانیتا ورنا
الگو:Mycomorphbox
آمانیتا ورنا (نام علمی: Amanita verna) یا قارچ ساده‌لوح‌ها نام یک گونه از سرده قارچ های مرگبار اروپا است که با برخی درختان همزیستی قارچ‌ریشه دارد. آمانیتا ورنا در آمریکای شمالی وجود ندارد.
این قارچ چتری به‌شدت سمی است و به «فرشته ویرانگر بهاری» هم شهرت دارد. (فرشته ویرانگر را ببینید). تمامی بخش‌های این قارچ (کلاهک، ساقه و تیغه) سفیدرنگ است و به‌راحتی با قارچ چمنزار خوراکی اشتباه گرفته می‌شود. هاگ‌های قارچ صاف و بیضی شکل هستند.
آمانیتا ورنا که به سایر آمانیتاهای سفید و مرگبار شباهت زیادی دارد، یکی از سمی‌ترین قارچ‌های جهان است. همانند قارچ «کلاهک مرگ»، این قارچ نیز حاوی دوز کشنده‌ای از سم آلفا-آمانیتین است که در صورت عدم درمان سریع، باعث نارسایی کبد می‌شود. این قارچ (مانند بسیاری از قارچ‌های خوراکی و سمی دیگر) همچنین حاوی مواد سمی‌ای به نام فالوتوکسین است، اما این ترکیبات در انسان (در صورت بلع) سمی نیستند، چرا که جذب آن‌ها در بدن بسیار ضعیف است.
میزان سمی بودن و علائم مسمومیت ناشی از این قارچ بسیار شبیه به قارچ «کلاهک مرگ» است، اگر نگوییم کاملاً یکسان. مانند سایر اعضای زیرخانواده فالوئیده، این قارچ هم در بسیاری از موارد مسمومیت‌های جدی یا مرگبار نقش داشته است.
علائم مسمومیت با این قارچ معمولاً تا ۶ تا ۲۴ ساعت پس از مصرف ظاهر نمی‌شوند. نخستین علامت فقط یک احساس ناراحتی عمومی است. پس از آن، گرفتگی شدید عضلات شکم و اسهال شدید بروز می‌کند. در روز سوم، همین علائم دوباره تکرار می‌شوند. هرچند ممکن است برخی این مرحله را نشانه‌ای از بهبود تلقی کنند، اما در بیشتر موارد این فقط آغاز مرحله‌ی نهایی مسمومیت است؛ یعنی نارسایی کلیه و کبد، که ناشی از سم آلفا-آمانیتین است. در این مرحله، تنها راه نجات ممکن، اقداماتی مانند پیوند کبد است؛ در غیر این صورت، بیمار به‌احتمال زیاد جان خود را از دست خواهد داد.